# Luc Dochier
Pour les articles homonymes, voir Frère Luc et Dochier.
Paul Gabriel Dochier, plus connu sous son nom de religion de Frère Luc, né le 31 janvier 1914 à Bourg-de-Péage (Drôme) et mort assassiné le 20 avril 1996, est l'un des sept moines de Tibhirine tués pendant les années noires des années 1993-2000 en Algérie qui ont provoqué la mort de 200 000 personnes. Le destin de ces moines trappistes a inspiré le film de Xavier Beauvois, Des hommes et des dieux, primé au festival de Cannes en 2010, et dans lequel il est interprété par Michael Lonsdale. Inclus au groupe des martyrs d'Algérie, il a été proclamé bienheureux le 8 décembre 2018.

## Biographie

### Jeunes années
Paul Dochier naît dans une famille de la bourgeoisie provinciale de la Drôme. Son père a vendu la petite entreprise familiale de chaussures et vit de ses rentes. Paul a un frère et une sœur aînés, André et Marthe. Il fait ses études primaires et secondaires à l'école Saint-Maurice de Romans et repasse son baccalauréat à l'institution Notre-Dame de Valence. Il est à l'époque passionné de rugby à XV. Il entre en 1932 à la faculté de médecine de Lyon en étant pensionnaire dans un foyer d'étudiants. Cette rentrée a lieu quelques mois après la mort de tuberculose de son frère, qui marque la famille et le jeune homme.

Intérieur de l'abbatiale d'Aiguebelle

En avril 1937, Paul, qui menait une vie d'étudiant heureuse, se réfugie à l'abbaye Notre-Dame d'Aiguebelle, où venait d'entrer son camarade d'études Roger Duvernay. Le père abbé lui demande de poursuivre ses études. Ce bouleversement intérieur va déterminer la vie future du jeune homme. Il partage désormais son temps entre l'abbaye et l'hôpital de l'Antiquaille à Lyon. Il passe son internat en 1938 et à la fin de l'année fait son service militaire en tant qu'élève officier, puis il est affecté dans le Sud marocain à la caserne de Goulimine. Sa rencontre avec la population locale constitue un second bouleversement. Il y apprend en 1940 la mort de sa mère. Ces deux années sont fondatrices pour sa vocation. À son retour dans la France occupée, une visite à Marthe Robin le confirme dans la voie monastique. Il est reçu comme oblat à l'abbaye d'Aiguebelle, le 7 décembre 1941, puis devient novice de chœur sous le nom de Frère Paul, avec l'intention un jour de rejoindre l'abbaye Notre-Dame de l'Atlas qui vient d'être fondée en 1938 par Aiguebelle. Mais un an plus tard, il décide de devenir frère convers sous le nom de Frère Luc (patron des médecins). Toute sa vie, Frère Luc restera attaché à son statut de convers, malgré l'unification en 1965 des frères de chœurs et des frères convers.
À l'été 1943, il se porte volontaire pour remplacer un père de famille prisonnier dans un Oflag de Westphalie et y retrouve le mari de sa sœur, prisonnier depuis 1941. Il soigne notamment les officiers russes particulièrement maltraités. Le lieutenant Dochier retrouve sa famille à l'été 1945, mais la maison familiale a brûlé. Il rejoint un mois plus tard son abbaye et fait sa profession simple le jour de l'Assomption 1946. Le 26 août suivant, il part avec un groupe de frères pour l'abbaye Notre-Dame de l'Atlas qui est alors un vaste domaine viticole de 374 hectares avec huilerie. En septembre, il a l'autorisation d'ouvrir le dispensaire dont il va s'occuper toute sa vie pour soigner les paysans de la région. C'est une particularité qui n'est pas toujours comprise par ses supérieurs, les trappistes n'ayant en général pas d'infirmerie ouverte à l'extérieur. Frère Luc prononce ses vœux solennels à l'âge de 35 ans. L'abbaye, dans les années 1950, est composée d'une trentaine de moines et de huit frères convers, avec une quarantaine d'ouvriers agricoles.

### La fin de la période française

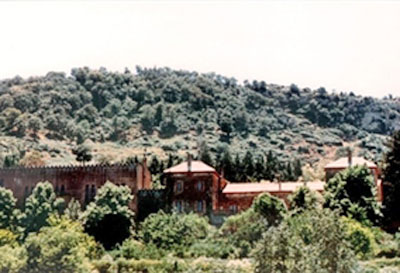
Vue du monastère de Tibhirine

Tout va changer avec le début de la guerre d'Algérie, mais la région de Médéa n'est touchée qu'en 1956. Le père Amédée, qui est sous-prieur, répond d'ailleurs à une interview de journaliste en 1957 que les musulmans des environs ont un grand respect pour les moines et en particulier pour Frère Luc. Cependant en juillet 1959 Frère Luc et Frère Matthieu (d'origine italienne) sont enlevés pendant dix jours par des moudjahidines de la montagne, ce qui provoque un choc pour la communauté. Frère Luc, choqué, est envoyé se reposer en France, après un séjour à l'hôpital Maillot d'Alger. Les années 1960-1962 seront également particulièrement éprouvantes. À l'indépendance, un certain nombre de moines rentrent en France (Frère Luc y demeure aussi quelque temps). L'abbé d'Aiguebelle, Dom Ignace Gillet, envisage la fermeture de Notre-Dame de l'Atlas, mais finit par se raviser à la demande de Mgr Duval, archevêque d'Alger. Des renforts sont envoyés ensuite, mais le gouvernement algérien exige que le nombre des moines ne doit pas excéder treize membres, puis les terres agricoles et viticoles de Tibhirine sont nationalisées, sauf une douzaine d'hectares.

### Vers une communauté unie

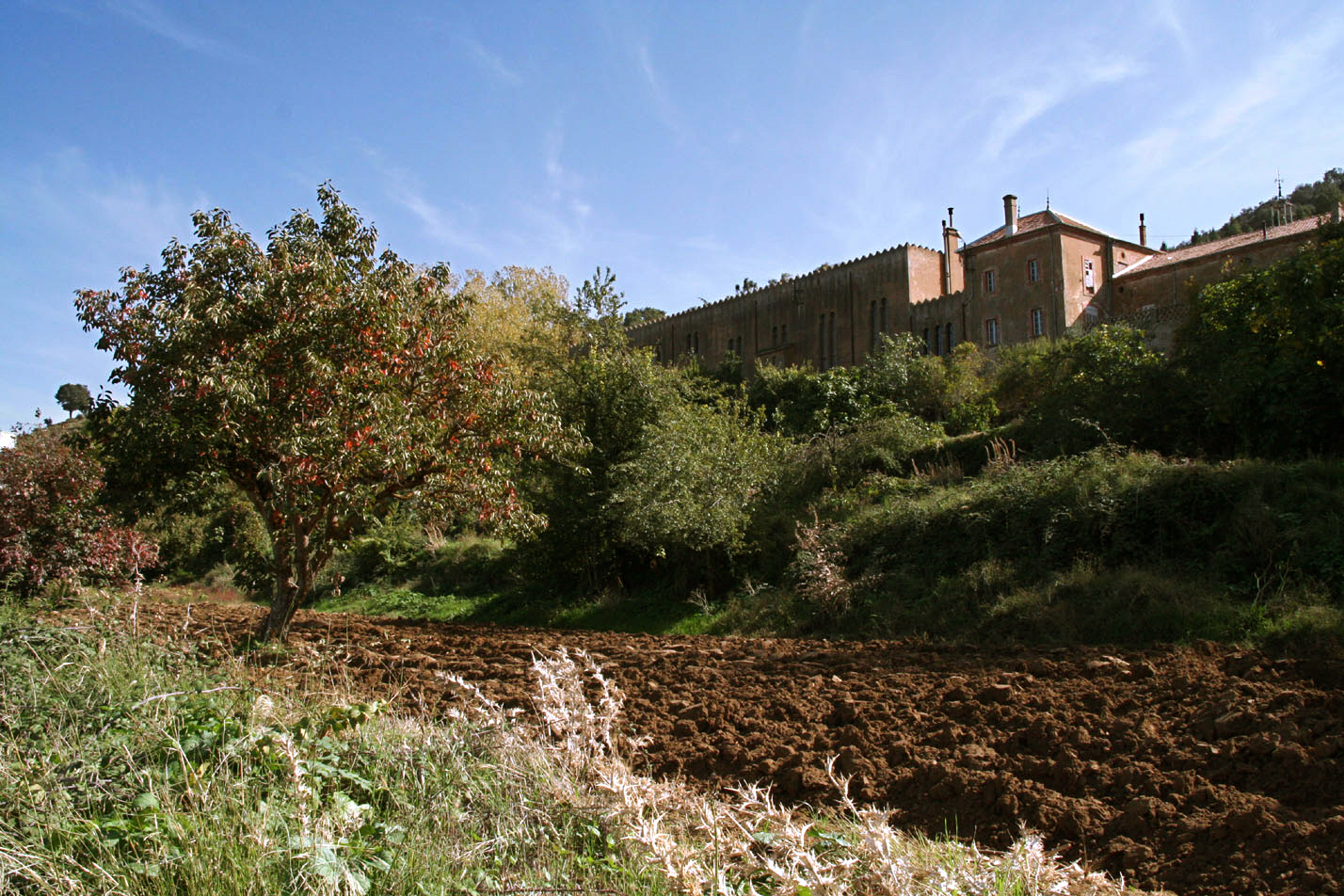
Vue du monastère de Tibhirine

L'arrivée de Christian de Chergé en 1971, qui est d'abord frère hôtelier, puis élu prieur, fait monter d'année en année la communauté vers une forme d'unité qu'elle avait eu du mal à constituer jusqu'alors. Frère Luc, qui est en apparence en marge de la communauté, car il tient à son statut de convers qui lui permet de sortir soigner plus facilement et de ne pas assister à tous les offices, devient au fil du temps un élément central de la communauté par les soins qu'il donne à la population locale et les avis qu'il peut émettre en tant que moine « âgé » et expérimenté. La question se pose encore de la fermeture du dispensaire en 1975, lorsque Frère Luc doit se faire soigner quelque temps en France. Christian de Chergé passe lui-même à travers un temps d'épreuve en 1979, la communauté ne comprenant pas toujours le parallèle qu'il tente d'établir entre islam et christianisme. Frère Luc plus pragmatique et parlant fort bien l'arabe dialectal (ce qui n'est pas le cas du prieur) s'en tient au soulagement et à l'observation des souffrances des villageois. C'est par ce chemin que sa foi au visage du Christ va s'épurer.
Sous une apparence bourrue, Frère Luc est un homme extrêmement sensible et cultivé tenant à  l'union de la communauté, même si cela peut déranger l'autorité, déclarant dans les années 1990 au P. Jean-Pierre : « il est juste et bon que le disciple considère son supérieur comme “sacrement” de l'autorité et de la grâce divine, mais il est faux — et c'est une cause de bien des bévues — qu'un supérieur se prenne lui-même pour le bon Dieu ! » De plus il est chargé de la cuisine depuis 1949.
Après le massacre des techniciens croates, et à la veille de la Noël 1993, lorsque des islamistes commandés par Sayeh Attia — dits par le P. de Chergé « frères de la montagne » — font irruption au monastère et négocient un aman (protection contre soins), Frère Luc n'a rien entendu et dort. La peur va s'installer, mais en même temps l'unité et la montée au calvaire, voulue comme un témoignage d'amour à l'image du Christ et un témoignage de solidarité envers le peuple alentour victime des uns et des autres, va se dessiner peu à peu. Frère Luc parle d'abord d'immolation, plutôt que de martyre, et puis la communauté se soude. Un moine, Frère Philippe, n'est pas d'accord avec le prieur et quitte le monastère en 1995, afin de poursuivre ses études théologiques dans une autre communauté, ayant une idée différente du témoignage d'Église. Les moines deviennent de plus en plus gênants pour le gouvernement algérien, qui ne veut pas de témoins étrangers aux exactions qu'il commet alors, et, malgré les pressions, ils décident de demeurer.
Le 25 mars (jour de l'Annonciation) des membres du Lien de la Paix ou Ribât el Salaam (dont seuls trois trappistes du monastère, Christian, Christophe et Michel, sont membres) arrivent à l'hôtellerie, pour la première fois depuis fin 1993. Le lendemain, sept des neuf moines présents à Tibhirine sont enlevés par des hommes de Djamel Zitouni, sans doute manipulés par le DRS du gouvernement algérien.
Le dernier mot connu de Frère Luc sur l'enregistrement de la cassette vidéo du 20 avril : « Comment vous dites déjà ? » témoigne de sa liberté intérieure. Celle d'un moine face aux formulations du monde.

## Réflexions

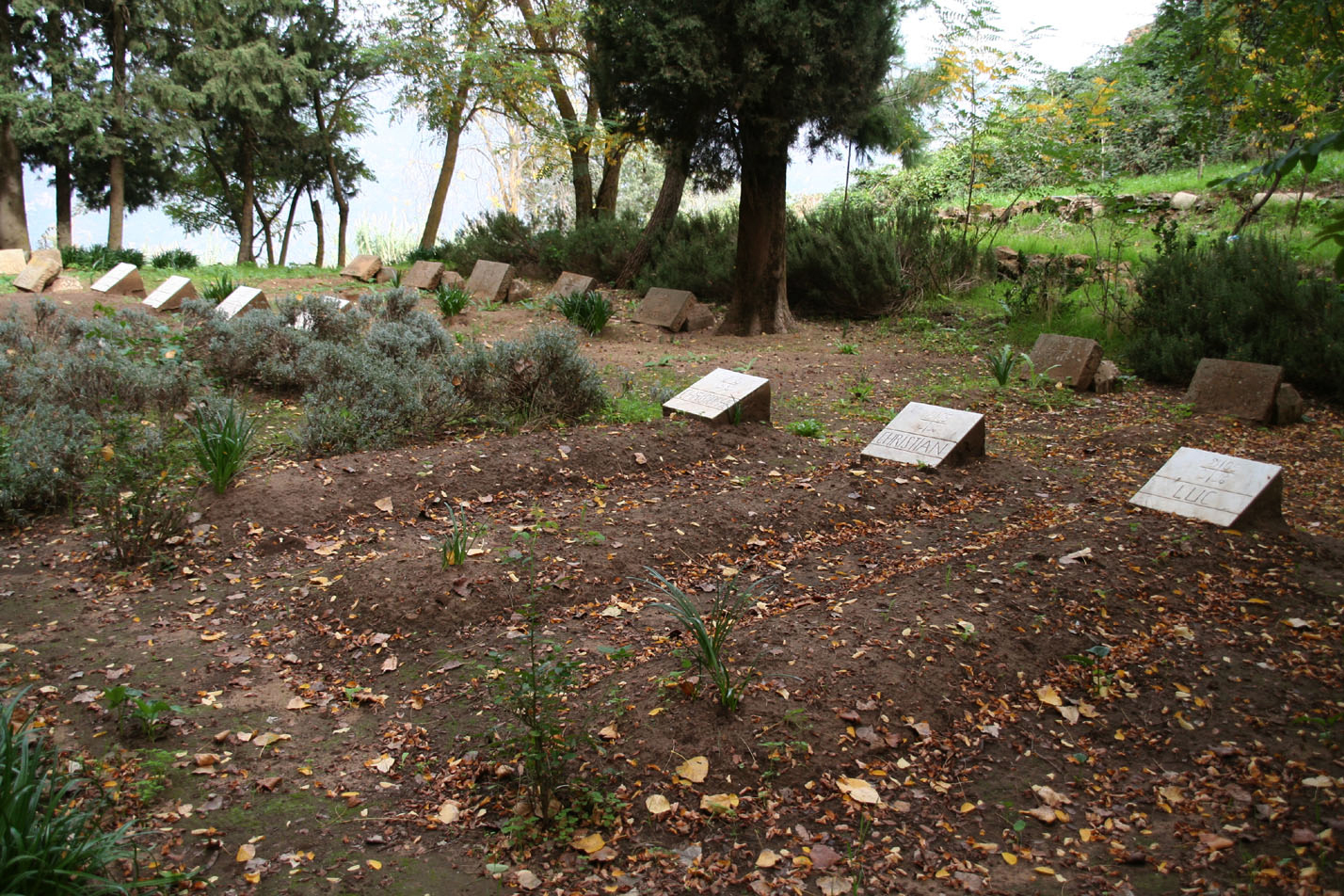
Tombe des moines trappistes de Tibhirine. La première à droite est celle de Frère Luc.

Frère Luc était silencieux et sa vie intérieure ne fut en partie révélée qu'après sa mort, par ses lettres ou quelques écrits épars.

« Le jour où j'accepterai avec joie que l'on dise de moi “il n'a rien de remarquable”, ce jour où je serai vraiment humble, ce jour-là, je rendrai grâce à Dieu de ce que son levain et son pouvoir...semblent avoir mis à ma portée le pain de vie. Et ce jour-là, je pourrai, même dans  la solitude, devenir “l'homme pour les autres”. »

— 16 mars 1976, pendant le Carême.

« Je ne pense pas que la violence puisse extirper la violence. Nous ne pouvons exister comme homme qu'en acceptant de nous faire image de l'Amour, tel qu'il est manifesté dans le Christ, qui juste a voulu subir le sort de l'injuste. »

— Lettre du 24 mars 1996.

## Filmographie
- Des hommes et des dieux, film de Xavier Beauvois, 2010, avec Michael Lonsdale dans le rôle de Luc Dochier.